# تردید (آلبوم موسیقی)
| بررسی انتقادی | بررسی انتقادی     |
| منبع          | رتبه‌بندی          |
| ------------- | ----------------- |
| آل‌میوزیک      | تردید در آل‌میوزیک |

تردید (اسپانیایی: Entre dos aguas‎) نام یک آلبوم گردآوری‌شده اثرِ گیتاریست مشهور اسپانیولی «پاکو د لوسیا» است که در سال ۱۹۷۵ میلادی منتشر شد.
عنوان این آلبوم یعنی «Entre dos aguas» اصطلاحی در زبان اسپانیولی است و هنگامی به کار می‌رود که فردی در تصمیم‌گیری خود، دچار تردید و دودلی است.